# ウォーレン郡 (バージニア州)
ウォーレン郡（英: Warren County）は、アメリカ合衆国バージニア州の北部に位置する郡である。2010年国勢調査での人口は37,575人であり、2000年の31,584人から19.0%増加した。郡庁所在地はフロントロイヤル（人口14,440人）であり、同郡で人口最大の都市でもある。
ウォーレン郡はワシントン大都市圏の最遠部にあると見なされている。

## 歴史
ウォーレン郡は1836年にフレデリック郡とシェナンドー郡の一部を合わせて設立された。郡名はアメリカ独立戦争のバンカーヒルの戦いで戦死したジョセフ・ウォーレンに因んで名付けられた。南北戦争の1862年5月23日、郡内でフロントロイヤルの戦いが起こった。

## 地理
アメリカ合衆国国勢調査局に拠れば、郡域全面積は216平方マイル (560 km2)であり、このうち陸地214平方マイル (553 km2)、水域は3平方マイル (7 km2)で水域率は1.22%である。

### 交通
- フロントロイヤル地域交通 (FRAT) が、フロントロイヤルの町のウィークデイのバス便を運行している
- ペイジ郡交通がルレイの町のウィークデイのバス便を運行し、またルレイとフロントロイヤルの間でウィークデイのバス便を運行している。

#### 主要高規格道路
- 州間高速道路66号線
- 州間高速道路81号線
- アメリカ国道11号線
- アメリカ国道340号線
- アメリカ国道522号線
- バージニア州道55号線
- バージニア州道79号線
- スカイライン・ドライブ

### 隣接する郡
- フレデリック郡 - 北
- クラーク郡 - 北東
- フォーキア郡 - 東
- ラッパハノック郡 - 南東
- ペイジ郡 - 南西
- シェナンドー郡 - 西

### 国立保護地域
- シーダークリークとベルグローブ国立歴史公園（部分）
- ジョージ・ワシントン国立の森（部分）
- シェナンドー国立公園（部分）

## 人口動態

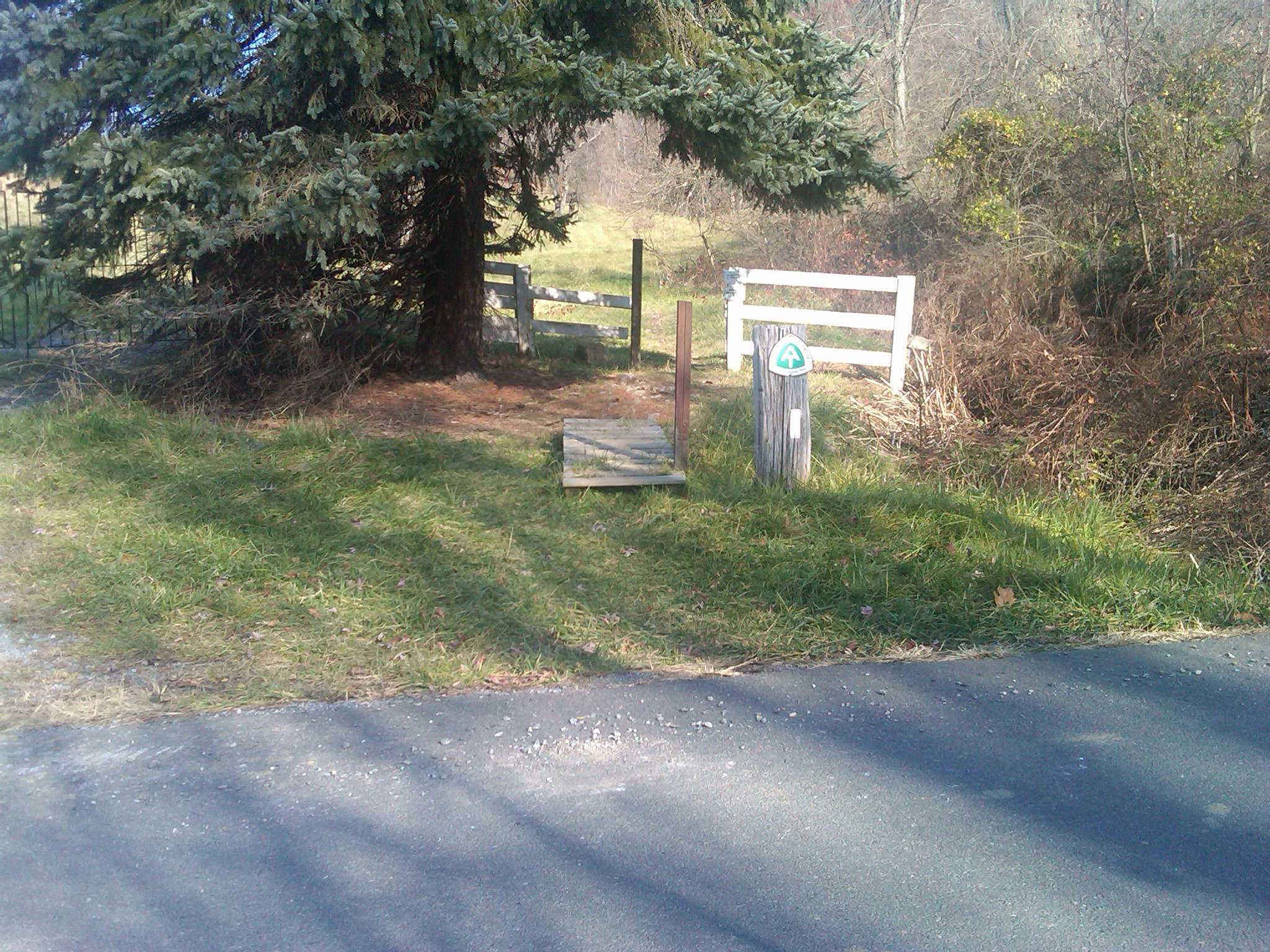
アパラチアン・トレイルの入り口

以下は2000年国勢調査による人口統計データである。
| 基礎データ - 人口: 31,584人 - 世帯数: 12,087 世帯 - 家族数: 8,521 家族 - 人口密度: 57人/km2（148人/mi2） - 住居数: 13,299軒 - 住居密度: 24軒/km2（62軒/mi2） 人種別人口構成 - 白人: 92.71% - アフリカン・アメリカン: 4.83% - ネイティブ・アメリカン: 0.27% - アジア人: 0.43% - 太平洋諸島系: 0.02% - その他の人種: 0.46% - 混血: 1.29% - ヒスパニック・ラテン系: 1.56% 年齢別人口構成 - 18歳未満: 25.6% - 18-24歳: 7.6% - 25-44歳: 30.6% - 45-64歳: 23.9% - 65歳以上: 12.3% - 年齢の中央値: 37歳 - 性比（女性100人あたり男性の人口） - 総人口: 96.7 - 18歳以上: 94.9 | 世帯と家族（対世帯数） - 18歳未満の子供がいる: 32.8% - 結婚・同居している夫婦: 55.6% - 未婚・離婚・死別女性が世帯主: 10.0% - 非家族世帯: 29.5% - 単身世帯: 24.0% - 65歳以上の老人1人暮らし: 8.8% - 平均構成人数 - 世帯: 2.57人 - 家族: 3.04人 収入と家計 - 収入の中央値 - 世帯: 42,422米ドル - 家族: 50,487米ドル - 性別 - 男性: 37,182米ドル - 女性: 25,506米ドル - 人口1人あたり収入: 19,841米ドル - 貧困線以下 - 対人口: 8.5% - 対家族数: 6.0% - 18歳未満: 8.7% - 65歳以上: 10.4% |

## 町
- フロントロイヤル - 郡庁所在地

### 未編入の町
| - アシュビー - ベントンビル - ベセル - ブラウンタウン - バックトン - シーダービル | - ハッピークリーク - ハウェルズビル - カロ - ライムトン - リンデン - ミルデール - ナインビー | - オーバーオール - リライアンス - リバートン - ロックランド - ウォーターリック |

## 教育

### 高等教育機関
- クリステンデム・カレッジ

### 公立学校
- ウォーレン郡高校（8年生-12年生）
- スカイライン高校[4]（8年生-12年生）
- ウォーレン郡中学校[5]（6年生と7年生）
- A・S・ローズ小学校[6]（幼稚園生-5年生）
- E・ウィルソン・モリソン小学校[7]（幼稚園生-5年生）
- ヒルダ・J・バーバー小学校[8]（幼稚園生-5年生）
- レスリー・フォックス・カイザー小学校[9]（幼稚園生-5年生）
- レシー・ジェフェリーズ小学校[10]（幼稚園生-5年生）

2007年秋に大きな変化があった。スカイライン高校が建設されて郡西部を担当した。長年単一の高校しかなかった郡には80年ぶりのことになった。現在のジュニア高校が新しいウォーレン郡高校となった。数年のうちに両校は8年生から12年生を教えることになる。一方現在の高校と中学校は改修され、ウォーレン郡とスカイラインの中学校となる。